# Kimle
Kimle (alemán: Kimling; serbocroata: Kemlja) es un pueblo húngaro perteneciente al distrito de Mosonmagyaróvár en el condado de Győr-Moson-Sopron, con una población en 2013 de 2277 habitantes.
La localidad fue fundada en 1966 mediante la fusión de cuatro localidades vecinas: Horvátkimle, Magyarkimle, Károlyháza (separada en 2002) y Novákpuszta. Se conoce la existencia de una localidad llamada Novák en este lugar en 1210, según un documento de Andrés II. Los asentamientos originales fueron destruidos en las invasiones turcas del siglo XVI, y la zona fue repoblada por croatas (que crearon el pueblo de Horvátkimle) y magiares (que fundaron Magyarkimle al otro lado del río), a los que se añadieron en el siglo XVIII alemanes procedentes de Baviera. Actualmente los croatas y alemanes siguen siendo minorías importantes en la localidad.
Se ubica unos 5 km al sureste de la capital distrital Mosonmagyaróvár, junto a la carretera 1 que lleva a Győr.